# Додд-Сіті (Техас)
Додд-Сіті (англ. Dodd City) — місто (англ. town) в США, в окрузі Фаннін штату Техас. Населення — 369 осіб (2010).

## Географія
Додд-Сіті розташований за координатами 33°34′32″ пн. ш. 96°4′32″ зх. д. / 33.57556° пн. ш. 96.07556° зх. д. (33.575673, -96.075543).  За даними Бюро перепису населення США в 2010 році місто мало площу 4,58 км², уся площа — суходіл.

## Демографія
Згідно з переписом 2010 року, у місті мешкало 369 осіб у 142 домогосподарствах у складі 99 родин. Густота населення становила 81 особа/км².  Було 158 помешкань (34/км²).
Расовий склад населення:
| - 93,0 % — білих - 2,7 % — чорних або афроамериканців - 0,3 % — корінних американців |

До двох чи більше рас належало 3,8 %. Частка іспаномовних становила 1,9 % від усіх жителів.
За віковим діапазоном населення розподілялося таким чином: 26,6 % — особи молодші 18 років, 58,2 % — особи у віці 18—64 років, 15,2 % — особи у віці 65 років та старші. Медіана віку мешканця становила 36,6 року. На 100 осіб жіночої статі у місті припадало 100,5 чоловіків;  на 100 жінок у віці від 18 років та старших — 92,2 чоловіків також старших 18 років.
Середній дохід на одне домашнє господарство  становив 60 397 доларів США (медіана — 52 708), а середній дохід на одну сім'ю — 60 658 доларів (медіана — 57 813). За межею бідності перебувало 6,9 % осіб, у тому числі 9,1 % дітей у віці до 18 років та 2,2 % осіб у віці 65 років та старших.
Цивільне працевлаштоване населення становило 145 осіб. Основні галузі зайнятості: освіта, охорона здоров'я та соціальна допомога — 44,8 %, будівництво — 15,2 %, виробництво — 11,7 %.